# 博羅赫拉代克

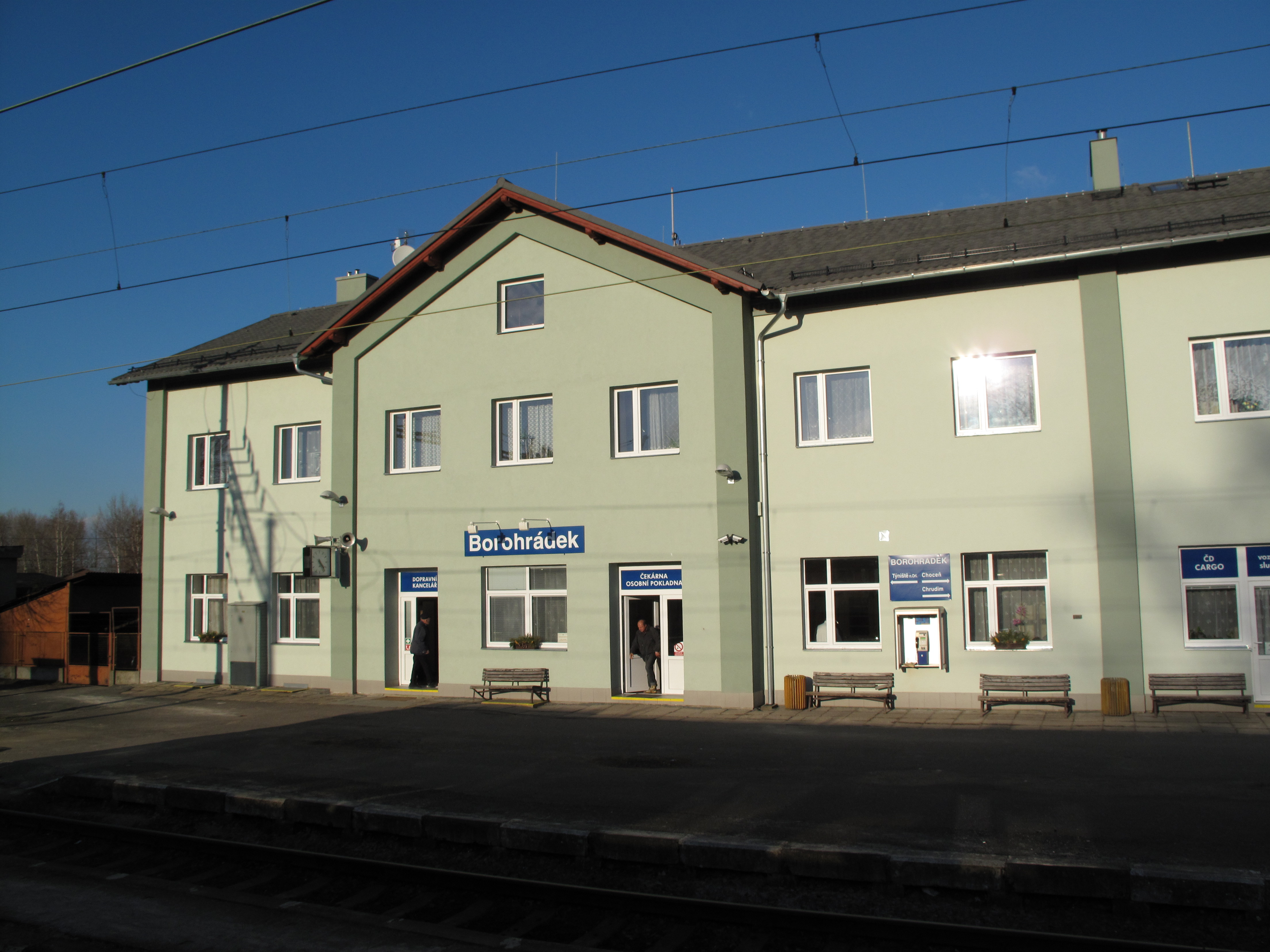

博羅赫拉代克是捷克的城鎮，位於該國北部，距離首府赫拉德茨-克拉洛韋22公里，由赫拉德茨-克拉洛韋州負責管轄，面積13.98平方公里，海拔高度258米，2006年人口2,130。

## 外部連結
- Municipal website（页面存档备份，存于） (cs)